# Laia Berenguer i Puget
Laia Berenguer i Puget (Sant Feliu de Codines, 18 de gener de 1920 - 21 de juny de 2011) ha estat una militant política exiliada a França i posteriorment empresonada a Espanya, que del 1988 al 1990 va ser alcaldessa de Sant Feliu de Codines.
El 1936 començà a militar a les JSUC (Joventuts Socialistes Unificades de Catalunya), les joventuts del PSUC (Partit Socialista Unificat de Catalunya).
Després de la Guerra Civil espanyola es va exiliar a l'Estat francès i, quan tornà a Catalunya, fou vigilada de prop per l'administració franquista. Finalment, el 1965 quedà absolta de tots els càrrecs polítics.
El 1971, quan es creà l'Assemblea de Catalunya, ella en va formar part. El 1973 la van tancar a la presó amb les 113 persones que estaven a l'Assemblea de Catalunya. Finalment va sortir de la presó el 1977 i continuà la seva carrera política governant el seu poble com a alcaldessa d'Iniciativa per Catalunya (IC).